# Tony de Matos
Tony de Matos (Bonfim, Porto, 28 de Setembro de 1924 – Lisboa, 8 de Junho de 1989) foi um premiado cantor, fadista e actor português.

## Biografia
Nascido no bairro das Fontainhas, freguesia de Bonfim, na cidade do Porto. Era filho do alfaiate António Júlio de Matos e da actriz Mila Graça (Camila da Graça Rodrigues Frias), ambos naturais do Porto (ele da freguesia de Bonfim e ela da freguesia da Sé). A sua educação artística foi feita na Companhia Rafael de Oliveira, Artistas Associados, à qual pertenceu sua mãe e seu padrasto, o actor Afonso de Matos, director artístico do Teatro Desmontável, em que trabalhou como ponto e onde começou a cantar nos actos de variedades, os «Fim de Festa», com que habitualmente terminavam muitos dos espectáculos das companhias de província. 
Em 1938, quando esta companhia se encontrava instalada em Santa Comba Dão (Beira Alta), o jornal local, o Beira Dão relatou a noite de apoteose com que o jovem Tony (14 anos) deliciou a assistência com a sua voz, cantando fado de Coimbra, acompanhado por músicos amadores locais.
Em 1945, conseguiu entrar como cantor para a Emissora Nacional mas que abandonou rapidamente.
A 24 de setembro de 1946, casou primeira vez civilmente, em Lisboa, com a atriz Aida Baptista. Por sentença transitada em julgado a 10 de fevereiro de 1948, os dois divorciaram-se litigiosamente.
Em 1948, por intermédio do fadista Júlio Peres, surpreendeu a quem o ouviu no "Café Luso", em Lisboa, onde permaneceu durante dois anos.
Em 1950, o editor Manuel Simões leva-o a Madrid para gravar o seu primeiro disco. "Cartas de Amor" tornou-se um grande êxito. Outros sucessos desta altura foram "Trovador", "Ao Menos Uma Vez" e "A Lenda das Algas".
Em 1952 Tony de Matos estreou-se no teatro de revista em Cantigas ó Rosa, ao lado de Eugénio Salvador, Helga Liné, Humberto Madeira e Teresa Gomes.
Em 1953 atuou pela primeira vez no Brasil. Em São Paulo cumpre, pelo dobro do tempo, um contrato inicial de 3 meses.
A partir de 1957 ficará no Brasil durante seis anos. Com Maria Sidónio abre, em Copacabana, o restaurante típico "O Fado". Chegava a actuar em seis ou sete espectáculos diários e à noite ainda cantava na sua casa de fados. Continuou a actuar com muito sucesso na rádio e na televisão.
Um EP com as canções "Só Nós Dois", "Procuro e Não Te Encontro", "Vendaval" e "Lado a Lado", gravado originalmente no Brasil, torna-se um grande sucesso em 1962. No ano seguinte decide regressar a Portugal.
Em 1964 enche o Pavilhão dos Desportos.
No cinema Tony de Matos estreia-se com A Canção da Saudade de Henrique Campos. Participou ainda em filmes como A Canção da Saudade (1964), Rapazes de Táxis (1965), Bonança & C.a (1969), O Destino Marca a Hora (1970) ou Derrapagem (1974).
Em 1966 concorre ao Festival RTP da Canção com "Nada e Ninguém", com música de Manuel Viegas e letra de António José.
Faz uma digressão pelos Estados Unidos em 1974. No ano seguinte fixa aí residência ficando por lá durante 8 anos.
Funda, em Lisboa, com os fadistas Carlos Zel e Filipe Duarte, o restaurante "Fado Menor".
Em Junho de 1985 é convidado de Vitorino no seu espectáculo do Coliseu. Tony de Matos grava depois o álbum "Romântico". Em Novembro de 1985 dá um concerto em nome próprio no Coliseu dos Recreios que contou com a participação de Maria da Fé e Carlos Zel.
O concerto do Coliseu dos Recreios, realizado em Novembro de 1985, foi editado em DVD numa edição da Ovação e dos Videos RTP.
Participa no primeiro programa da série "Humor de Perdição", da autoria de Herman José.
No ano de 1988 é editado o álbum "Cantor Latino" onde cantou temas de Rui Veloso, Fernando Tordo, Carlos Mendes, Paulo de Carvalho, Tozé Brito, Maria Guinot, João Gil e Rosa Lobato de Faria.
Tony de Matos morreu em 8 de Junho de 1989, no Hospital de Santa Maria, em Lisboa.

## Discografia
Um artigo da revista TV Guia, publicado logo a seguir à morte de Tony de Matos, indicava que a sua voz tinha ficado registada em 70 álbuns e mais de 100 singles. Note-se que até à década de 1960 o registo mais usual era o EP com 3 a 4 canções.

### Álbuns
- Tony de Matos (1971, LP, Rádio Triunfo, Porto, 33 rpm)[7]
- Romântico (1991, CD, Movieplay, Colecção "Série Ouro")[8]
- Cantor Latino (1988)[1]

### Singlese EPs
- Cartas de Amor (1950)
- Nada e Ninguém (Decca)
- Maldito (Decca) Pep 1076
- A Tal (Decca)
- Escândalo (Decca) Pep 1096 [Ou Tarde Ou Cedo/Tristemente/Escândalo/E A Vida Continua]
- Gente Maldosa/Tu Sabes Lá/Hás-de pagar/Não Dissemos Adeus
- Senhor de Mim/Não Diga Nada/A Praia/Pergunta a Quem Quiseres (Decca) Pep 1183
- Sabe-Se Lá/Confesso/Lisboa Antiga/Ronda Dos Bairros - Decca Pep 1214
- [Lugar Vazio/Lisboa Casta Princesa/Procuro e Não Te Encontro/Fado da Cezária] (Alvorada) aep60521 - 60621
- Vendaval/Quarto Alugado/Onde Andarei Eu/Deixa-Me
- Grande Prémio TV da Canção Portuguesa (Alvorada, 1964) - Oração
- O Destino Marca a Hora/Não Digas Que Me Conheces/Digo Adeus à Saudade/Viver Sem Ter Amor (1970)
- Eu Tão Só… (Polygram, 1979) 2063047

### Compilações
- O Melhor de Tony de Matos (1992, CD, EMI-Valentim de Carvalho, Colecção "O Melhor de")[9]
- O Melhor dos Melhores (n.º 22) (1994, CD, Movieplay)[10]
- Cartas de Amor (1996, CD, EMI-Valentim de Carvalho, Colecção "Caravela")[11]
- Eu Tão Só… (1998, CD,Polygram, Colecção "Coração Português")[12]
- O Melhor dos Melhores (n.º 95) (1998, CD, Movieplay)[13]
- Biografias do Fado (2004, CD, EMI - Valentim de Carvalho)[14]

### Outros

#### Compilações
- Colectânea O Melhor dos Melhores (n.º 1 e n.º 2) (1995, 2xCD, Movieplay, Colecção "O Melhor dos Melhores") Tema: "Vocês Sabem Lá"[15]
- Melodias de Sempre (vol. 3) (1995, CD, Movieplay, Colecção "O Melhor dos Melhores" n.º 60) Tema: "Fado da Cesária"[16]
- A Revista à Portuguesa (1998, CD, Movieplay, Colecção "O Melhor dos Melhores" n.º 98) Temas: "Ó Rosa" e "Emigrante "[17]
- Fado Português Vol. 1 (1999, 2xCD, Movieplay) Tema: "Lugar Vazio"[18]

## DVD
Está lançado em DVD o registo do concerto que Tony de Matos deu no Coliseu dos Recreios.

## Prémios e homenagens
- Tony de Matos recebeu Prémio da Imprensa (1964), ou Prémio Bordalo, como na categoria de "Música Ligeira", entregue pela Casa da Imprensa. Na cerimónia de 3 de Abril de 1965, no Pavilhão dos Desportos, ele e Simone de Oliveira seriam considerados "Melhores Cançonetistas", sendo ainda atribuído um "Prémio Especial" ao funchalense Conjunto João Paulo.[19]
- Recebeu o Prémio da Imprensa (1968), o seu segundo, desta vez na categoria de "Fado". Na cerimónia que decorreu em 8 de Fevereiro de 1969, no Pavilhão dos Desportos, foi também distinguida nesta categorias a fadista Hermínia Silva e a "Revelação" Maria da Fé.[19]
- Em Março de 2011, o Centro Cultural da Malaposta estreia Tony Só Nós Dois, um espectáculo de café-teatro escrito e encenado por Mingo Rangel, com interpretações de Eugénia Bettencourt e de Artur Alves.[20]
- Em Março de 2017, estreia Cânticos de Barbearia na Casa das Artes, em Vila Nova de Famalicão, um musical de homenagem criado pelo letrista e escritor Carlos Tê em percorre a obra de Tony de Matos (papel desempenhado por Pedro Almendra) e do compositor brasileiro Lupicínio Rodrigues (interpretado por Alex Miranda), com encenação Luísa Pinto, da Narrativensaio.[21]
- Tony de Matos recebeu um álbum em homenagem do cantor Chico da Tina em 2024 com 6 musicas no qual algumas contêm muitas sinfonias de musica de Tony de Matos